# 英國桂冠詩人

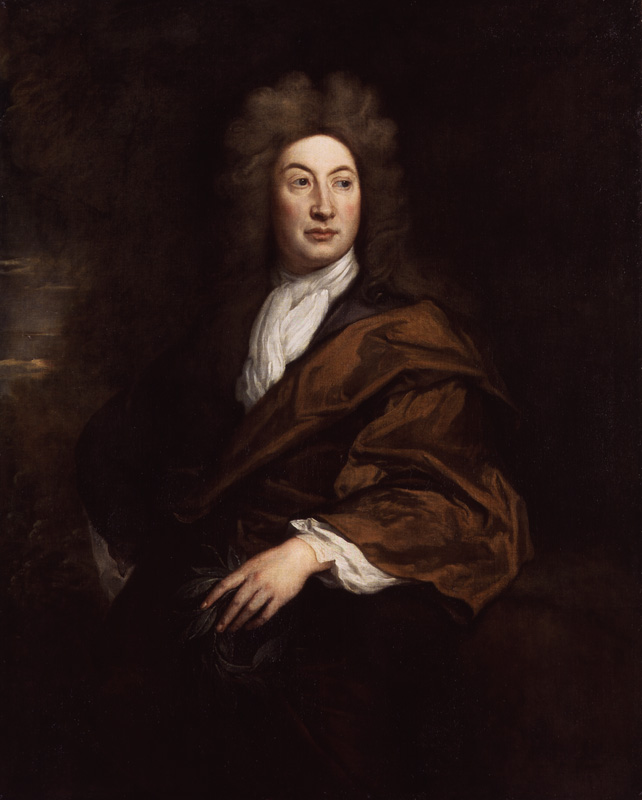
第一位桂冠诗人约翰·德莱顿

英国桂冠诗人是由英国君主任命的荣誉职位，目前受首相管辖。该职位不会带来任何具体职责，但持有人将被寄予于国家的重大场合作诗的期望。该职位的起源可追溯到1616年，当时本·琼森为此获得了一笔退休金。但是该职位的第一位官方正式持有人是约翰·德莱登，于1668年由查理二世任命。
在1850年11月至1892年10月期间担任该职位的阿尔弗雷德·丁尼生勋爵去世后，为了表示敬意，该职位暂停了四年；丁尼生的名诗《颂威灵顿公爵之死》和《轻骑兵的冲锋》尤其受到维多利亚时代公众的喜爱。
历史上一共有四位诗人（菲利普·拉金、托马斯·格雷、塞缪尔·罗杰斯和沃尔特·斯科特）拒绝过这一职位。
截至2021年，担任该职位的是西蒙·阿米蒂奇，他于2019年5月接替了卡罗尔·安·达菲。

## 背景和历史沿革

### 起源
桂冠诗人的起源可以追溯到1616年，当时英格兰的詹姆斯一世授予了诗人本·琼森一笔养老金。  尽管后来出现了宫廷诗人这一职务，但直到1668年查理二世任命约翰·德莱顿为桂冠诗人，该职位才成为王室内部的既定职位。首位桂冠诗人德莱顿在他1667年的诗《奇迹之年》（英语： Annus Mirabilis）大获成功后被任命该职，后又在1689年新教徒威廉三世和玛丽二世即位后被免职，因为当时皈依天主教的德莱登拒绝向新君主宣誓忠诚。他也是唯一一位被免职的桂冠诗人。

### 发展
德莱顿的继任者托马斯·沙德维尔于1689年被任命为终生桂冠诗人。由他开启了于新年和国君诞辰作诗的习俗，该习俗后成为桂冠诗人的主要职责之一。
1843年，威廉·华兹华斯被任命后，桂冠诗人一职的职责不再具有强制性，而仅表达“希望其能在重大场合作诗”的期望。  
随后，阿尔弗雷德·丁尼生勋爵在1850年11月至1892年10月期间担任了该职位并大获成功。引用后来的桂冠诗人安德鲁·莫申的说法，丁尼生凭借《颂威灵顿公爵之死》和《轻骑兵的冲锋》等作品“赋予了桂冠诗人新的地位和意义”。因此在他去世后，该职位暂时空缺以示尊重，直到四年后才任命了一位新的持有者：于1896年被任命的阿尔弗雷德·奥斯汀。
在德莱顿被免职后，桂冠诗人成为了一个终身职位，直到1999年桂冠诗人莫申被固定任期为十年为止，他的继任者卡罗尔·安·达菲也被固定了任期为十年。达菲是第一位担任该职位的女诗人，也是第一位担任该职的苏格兰人。 
在沙德维尔之后的桂冠诗人都由宫务大臣根据英国君主的指示任命，直到1790年亨利·詹姆斯·派伊被任命为止。在派伊之后该职一直由首相推荐其候选人，但也会有特例。例如为了任命达菲，数字化、文化、媒体和体育部（DCMS）与学术界的文学组织进行了磋商，以起草一份简短的建议清单，并提交给总理。随后由总理与内阁办公室一起，将这份提名提交给女王批准。 
如今，该职位是一个名誉职位及头衔，由该职位负责人自主决定在哪些场合创作诗歌。

### 薪水
德莱登任该职时的年薪为200英镑。在1630年，查理一世增加了一年一度的“一butt（英国酒类单位）金丝雀酒”的额外报酬，不过后来便不再使用等价物支付薪资。直到1700年代，年薪又改为100英镑和“一butt西班牙白葡萄酒”（价值60英镑）。1984年，泰德·休斯被任命时，他收到了720瓶雪利酒，这种送酒的传统一直延续到了今天。 之后自1999年莫申被任命以来，DCMS每年提供5,750英镑的酬金；莫申个人还因其在教育方面的工作而获得了额外的19,000英镑。随着达菲的任命，薪水又回到了今天的5,750英镑和一桶雪利酒。

## 桂冠诗人列表
| 桂冠诗人          | 肖像                          | 生卒年份  | 任期                                     | 任命者             | 任期年数 | 参考资料      |
| ----------------- | ----------------------------- | --------- | ---------------------------------------- | ------------------ | -------- | ------------- |
| 约翰·德莱顿       |                               | 1631–1700 | 1668年4月13日 – 1688年1月?日             | 查理二世           | 20       | [ 16 ] [ 17 ] |
| 托马斯·沙德维尔   |                               | 1640–1692 | 1689年3月9日 – 1692年11月19/20日 (存疑） | 威廉三世和玛丽二世 | 3        | [ 18 ] [ 19 ] |
| 那鸿·泰特         |                               | 1652–1715 | 1692年12月23日 – 1715年7月30日           | 威廉三世和玛丽二世 | 23       | [ 20 ] [ 21 ] |
| 尼古拉斯·罗       |                               | 1674–1718 | 1715年8月1日 – 1718年12月6日             | 乔治一世           | 3        | [ 22 ] [ 23 ] |
| 劳伦斯·尤斯登     |                               | 1688–1730 | 1718年12月10日 – 1730年9月27日           | 乔治一世           | 12       | [ 22 ] [ 24 ] |
| 科利·西伯         |                               | 1671–1757 | 1730年12月3日 – 1757年12月12日           | 乔治二世           | 27       | [ 22 ] [ 25 ] |
| 威廉·怀特黑德     |                               | 1715–1785 | 1757年12月19日 – 1785年4月14日           | 乔治二世           | 27       | [ 22 ] [ 26 ] |
| 托马斯·沃顿       |                               | 1728–1790 | 1785年4月20日 – 1790年5月21日            | 乔治三世           | 5        | [ 27 ] [ 28 ] |
| 亨利·詹姆斯·派伊  |                               | 1745–1813 | 1790年7月28日 – 1813年8月11日            | 乔治三世           | 23       | [ 29 ]        |
| 罗伯特·骚塞       |                               | 1774–1843 | 1813年8月12日 – 1843年3月21日            | 乔治三世           | 30       | [ 22 ] [ 31 ] |
| 威廉·华兹华斯     |                               | 1770–1850 | 1843年4月6日 – 1850年4月23日             | 维多利亚           | 7        | [ 32 ] [ 33 ] |
| 丁尼生            |                               | 1809–1892 | 1850年11月19日 – 1892年10月6日           | 维多利亚           | 42       | [ 32 ] [ 34 ] |
| 阿尔弗雷德·奥斯汀 |                               | 1835–1913 | 1896年1月1日 – 1913年6月2日              | 维多利亚           | 17       | [ 34 ] [ 35 ] |
| 罗伯特·布里奇斯   |                               | 1844–1930 | 1913年7月25日 – 1930年4月21日            | 乔治五世           | 17       | [ 36 ] [ 37 ] |
| 约翰·梅斯菲尔德   |                               | 1878–1967 | 1930年5月9日 – 1967年5月12日             | 乔治五世           | 37       | [ 38 ] [ 39 ] |
| 塞西尔·戴-刘易斯  |                               | 1904–1972 | 1968年1月2日 – 1972年5月22日             | 伊丽莎白二世       | 4        | [ 40 ] [ 41 ] |
| 约翰·贝杰曼       |                               | 1906–1984 | 1972年10月20日 – 1984年5月19日           | 伊丽莎白二世       | 12       | [ 42 ] [ 43 ] |
| 泰德·休斯         | Edward_"Ted"_Hughes_(cropped) | 1930–1998 | 1984年12月28日 – 1998年10月28日          | 伊丽莎白二世       | 14       | [ 44 ] [ 45 ] |
| 安德鲁·莫申       |                               | 1952–     | 1999年5月19日 – 2009年5月?日             | 伊丽莎白二世       | 10       | [ 10 ] [ 46 ] |
| 卡罗尔·安·达菲    |                               | 1955–     | 2009年5月1日 – 2019年5月?日              | 伊丽莎白二世       | 10       | [ 10 ]        |
| 西蒙·阿米蒂奇     |                               | 1963–     | 2019年5月10日 – 现任                     | 伊丽莎白二世       | –        | [ 2 ]         |